# Videla (Santa Fé)
Videla é uma comuna da Argentina localizada no departamento de San Justo, província de Santa Fé.